# クレーン船
クレーン船（クレーンせん、浮きクレーン、フローティング・クレーン、英語 floating crane, crane vessel）、または起重機船（きじゅうきせん）とは、重量物を吊り上げて移動させる用途に特化した船舶である。移動式クレーンおよび海上起重機の一種で、船にクレーンを搭載した形体が一般的である。最大級のクレーン船はパイプライン建設など沖合での工事、海上橋梁の建設などに使われている。大きいものは半潜水型で造られているが、単胴船型のものも用いられている。また、クレーンが旋回型のものと、旋回できないものがある。なお、港に配備されていることのあるガントリークレーンとは異なる。

## 歴史

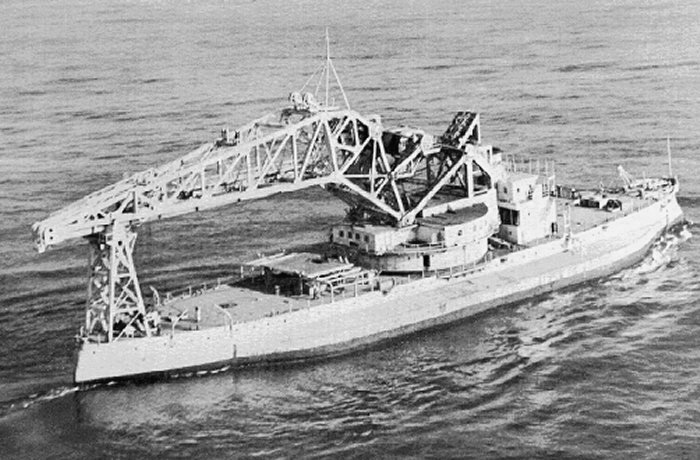
クレーン船1号となったUSS キアサージAB-1

クレーン船は14世紀初頭に現れ、中世ヨーロッパでは、ほとんどの港や入り江に、必要に応じて配備されていた。1898年に進水したアメリカ海軍のキアサージ級戦艦「キアサージ」 (USS Kearsarge) は、1920年に吊能力250トンのクレーンを据え付けることにより、クレーン船に改造された。後にこれは「クレーン船1号」(Crane Ship No.1) と改名された。この船は戦艦の造船する際の砲塔や装甲の据え付けを多数行った。また、1939年に沈没したサーゴ級潜水艦「スコーラス」 (USS Squalus, SS-192) を引き揚げたことがよく知られている。
1949年、J・レイ・マクダーモット (J. Ray McDermott) がデリックバージ4号 (Derrick Barge Four, クレーン船4号) を建造。これは旋回可能な吊能力150トンのクレーンを装備していた。この種の船の登場によって、沖合工事産業の方向がそれまでと一変した。かつては陸上でパーツごとに作成して運んでいた石油プラットフォームなどを、モジュールごとに作成し、海上で組み立てできるようになった。メキシコ湾など浅瀬での事業では、バージで充分であった。
1963年、ヘーレマ (Heerema) はノルウェーのタンカー Sunnaas を300トンの吊能力を持つクレーン船に造り変えた。これは沖合工事として、半潜水型ではない最初のものとされている。後に Global Adventurer（グローバルアドベンチャー）に改名された。この種のクレーン船は北海などでの事業に適している。

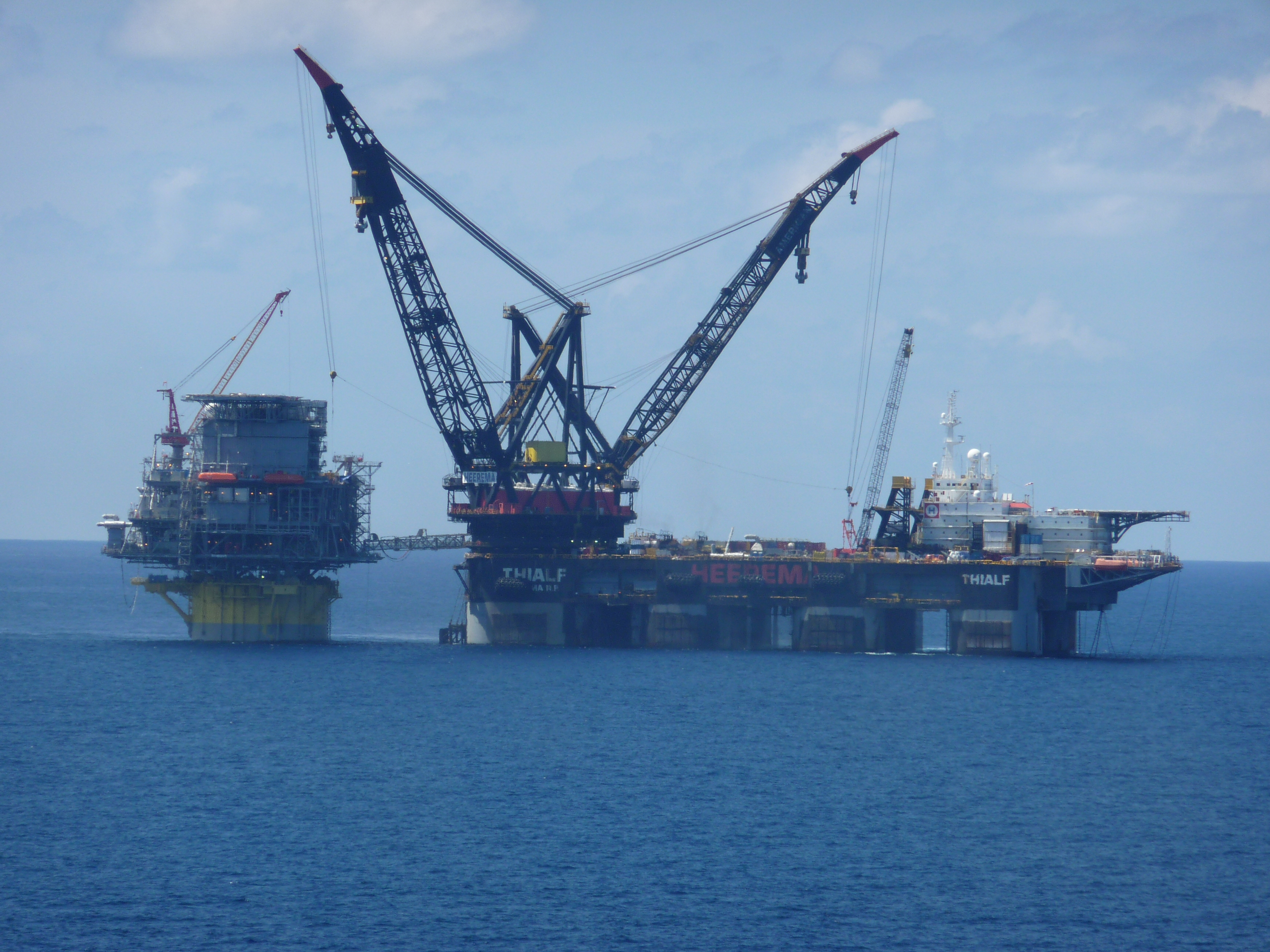
Thialf

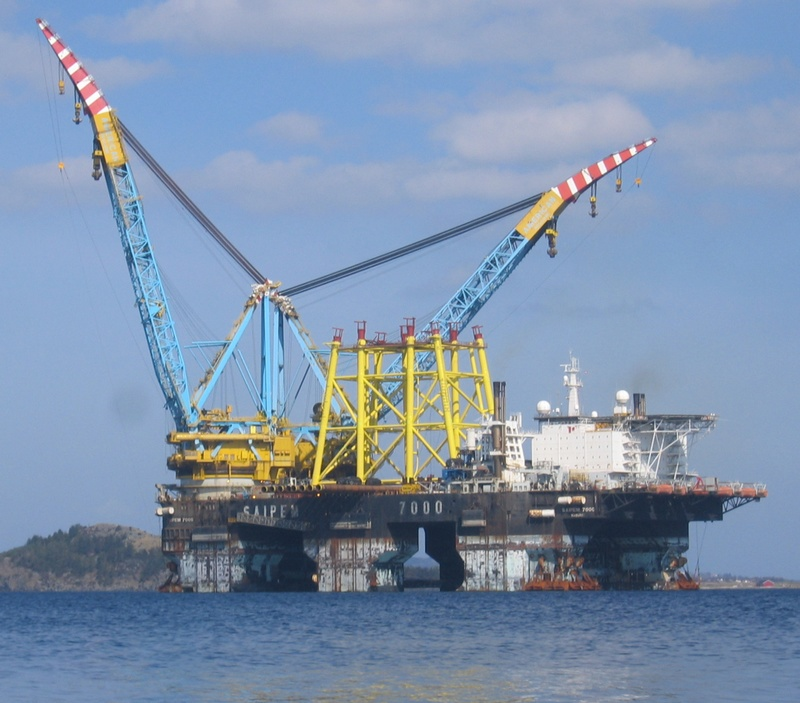
サイペム7000

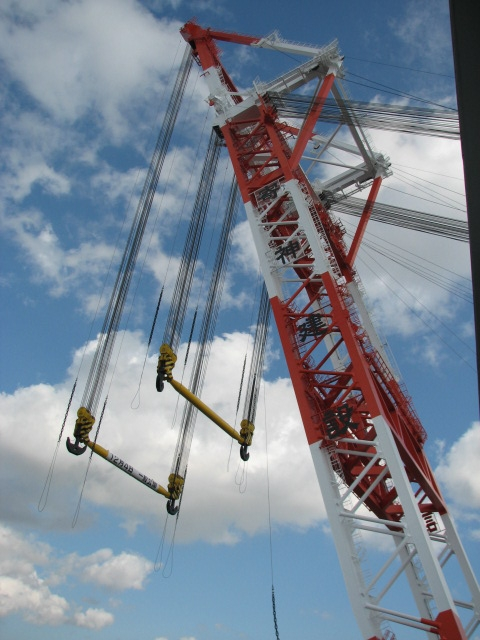
洋翔

1978年、オランダのヘーレマ社の設計、三井造船の造船で2隻の半潜水型のクレーン船が造船された。Hermod と DCVボールダーの2隻であり、それぞれ2000トンと3000トンのクレーンを備えていた。2隻合わせて5000トンの吊能力を持ち、また、後にどちらも更に大きな吊能力に増強された。半潜水型のクレーン船は海のうねりに対して強く、冬の北海のような環境でも使うことができる。また、瞬間的安定性が非常に高く、それによって単胴船の物と比べて非常に大きい吊能力を得ることができる。大きな吊能力の物が出てきたことで、石油プラットフォームの建設にかかる期間が3〜4ヶ月だった物が数週間にまで短縮された。この成功に触発され、半潜水型のクレーン船が多く作られた。1985年にアメリカ合衆国マクダーモット社の DB-102 が就航した。これにはそれぞれ6000トンの吊能力を持つクレーンが2つ搭載されていた。1986年にはイタリアの Micoperi 社が7000トンのクレーン2機を積んだ M7000 を造船した。
しかしながら、1980年代半ばに沖合建設の経済的好機が過ぎると、建造は下火になった。1988年にヘーレマ社とマクダーモット社の合弁事業 HeerMac が開始された。1990年には Micoperi は破産し、それにSaipem が融資を行った。M7000 は引き継がれ、後に サイペム7000 に改名された。1970年代の巨大コンテナリフトの産業から始まった巨大クレーン船の業界だったが、1980年代半ばに終焉を迎えるまでにこの分野で活躍したのは数社だけしかなかった。ヘーレマは1997年に合弁事業解消後にマクダーモット社の DB-102 を引き継いでいる。船は Thialf と改名され、2000年に7100トンのクレーンが2基に増強され、これは現在世界最大の吊能力のクレーン船である。また史上最大のつり上げ記録は サイペム7000での 12,150トン（サブラタ港造成）である。

## 巨大クレーン船の一覧
| 最大のクレーン船  | 最大のクレーン船        | 最大のクレーン船           | 最大のクレーン船 |
| ----------------- | ----------------------- | -------------------------- | ---------------- |
| 船名              | 企業                    | 吊能力 (T)                 | 型               |
| Thialf            | ヘーレマ                | 14,200 （2 * 7100 トン）   | 半潜水型         |
| サイペム 7000     | サイペム                | 14.000 （2 * 7000 トン）   | 半潜水型         |
| HYUNDAI-10000     | HYUNDAI(現代重工）      | 10,000 （ 5,000トン Ｘ 2） |                  |
| Svanen            | Ballast Nedam           | 8.700                      | 双胴船型         |
| Hermod            | ヘーレマ                | 8.165 (1 * 4536, 1 * 3629) | 半潜水型         |
| Balder            | ヘーレマ                | 6.350 (1 * 3629, 1 * 2722) | 半潜水型         |
| Borealis          | Nordic Heavy Lift       | 5.000                      | 単胴船型         |
| Oleg Strashnov    | Seaway Heavy Lifting    | 5.000                      | 単胴船型         |
| DB 50             | J・レイ・マクダーモット | 3.992                      | 単胴船型         |
| Rambiz            | Scaldis                 | 3.300                      | 双胴船型         |
| Asian Hercules II | Smit                    | 3.200                      | 単胴船型         |
| DB 101            | J・レイ・マクダーモット | 3.175                      | 半潜水型         |
| DB 30             | J・レイ・マクダーモット | 2.800                      | 単胴船型         |
| Sapura 3000       | Sapura/Acergy           | 2.700                      | 単胴船型         |
| Stanislav Yudin   | Seaway Heavy Lifting    | 2.500                      | 単胴船型         |
| Saipem 3000       | Saipem                  | 2.177                      | 単胴船型         |

## 日本の主なクレーン船
| 船名       | 企業               | 吊能力 |
| ---------- | ------------------ | ------ |
| 海翔       | 寄神建設           | 4,100t |
| 洋翔       | 寄神建設           | 4,000t |
| 第50吉田号 | 吉田組             | 3,700t |
| 武蔵       | 深田サルベージ建設 | 3,700t |
| 新寄隆     | 寄神建設           | 3,000t |
| 第28吉田号 | 吉田組             | 3,000t |
| 富士       | 深田サルベージ建設 | 3,000t |
| 駿河       | 深田サルベージ建設 | 2,200t |
| 金剛       | 深田サルベージ建設 | 2,050t |
| さんこう   | 日興産業           | 300t   |

- 武蔵は、瀬戸大橋などの建設に携わったことで知られる。
- さんこうは、大正時代から活躍する現役の船であり、かつて呉海軍工廠において大和 (戦艦)などの建造に携わった。